# Vincenzo Caporaletti
Vincenzo Caporaletti (nascido em 1955) é um musicólogo italiano conhecido por desenvolver a teoria da formatividade audiotátil.

## Carreira
Caporaletti nasceu em 1955 e foi criado em Roseto degli Abruzzi in Italia. Ele foi membro fundador do grupo italiano de rock progressivo Pierrot Lunaire no início dos anos 1970, junto com Arturo Stàlteri e Gaio Chiocchio. O primeiro álbum autointitulado foi lançado em 1974. A partir deste ano passou a dedicar-se ao mundo do jazz, em particular em Roma, colaborando com músicos como Tony Scott, Giulio Capiozzo e Jimmy Owens.
A atividade de pesquisa de Caporaletti em musicologia teve início no final da década de 1970. Uma de suas primeiras pesquisas foi uma reflexão sobre o conceito de Swing, desenvolvido em sua dissertação de mestrado na Universidade de Bolonha. Nesta tese lançou as bases do conceito epistemológico de audiotatilidade, que mais tarde foi definido como Princípio Audiotátil (PAT). Sobre este conceito, ele construiu o arcabouço da Teoria da Formatividade Audiotátil que introduziu na musicologia a categoria música audiotátil.
《Audiotatilidade》tornou-se uma categoria científica oficial em 2008 na Itália, quando o Ministério da Educação emanou os decretos MIUR 22/01/2008, n. 483/2008 e MIUR 03/07/2009, n. 124/2009, que estabeleceu os novos quadros de definição das disciplinas lecionadas nos Conservatórios de Música. Estes decretos instituíram duas novas disciplinas: "Discipline interpretative del jazz, delle musiche improvvisate e audiotattili" (Disciplinas interpretativas do jazz, das músicas improvisadas e audiotáteis) identificada com o código CODM/06; "Storia del jazz, delle musiche improvvisate e audiotattili" (História do jazz, das músicas improvisadas e audiotáteis). As obras de Caporaletti foram publicadas na Itália, França, Reino Unido, Bélgica e Brasil. A teoria da formatividade audiotátil tem sido discutida e reconhecida como uma contribuição no estudo da música improvisada por pesquisadores de universidade (Frank Tirro Laurent Cugny) e jornalistas (Fabio Macaluso,).
Caporaletti é o fundador do jornal Ring Shout, uma revista científica sobre música afro-americana. É diretor, juntamente com Fabiano Araujo Costa e Laurent Cugny, da Revue du jazz et des musiques audiotactiles, editada pelo centro IREMUS, Sorbonne University, Paris, França; da collana Grooves - Edizioni di Musiche Audiotattili, publicada pela editora italiana LIM, Libreria Musicale Italiana, com sede em Lucca; e de collana Musicologie e Culture publicado pela editora italiana Aracne com sede em Roma.
Caporaletti obteve a Habilitação Científica Nacional na Itália como Professor Titular em Etnomusicologia. Ele ensina Musicologia Geral e Musicologia Transcultural na Universidade de Macerata, na Itália. Ele é o diretor do CeIRM, (Centro Interuniversitario per la Ricerca Musicologica ou Centro Interuniversitário de Pesquisa Musicológica), um centro de pesquisa em musicologia que agrupa a Universidade de Macerata, o Conservatório de Pescara e o Conservatório de Fermo, na Itália. Ele também é professor no Conservatorio di Musica "Santa Cecilia" em Roma, onde leciona Análise de formas performativas e composicionais em música jazz.

## Teoria da formatividade audiotátil
A partir de 2000, Caporaletti concentrou sua pesquisa na formalização de um modelo fenomenológico e taxonômico da experiência musical, que, em seu livro, definiu com a expressão "formatividade audiotátil". Este modelo resulta de uma reflexão multidisciplinar que parte da análise dos fenómenos do Groove e do swing e termina numa perspectiva global sobre a improvisação musical. Caporaletti identifica com o termo "música audiotátil" as práticas musicais em que, por um lado, a formatividade do texto musical se funde com as ações musicais executadas pelo músico em tempo real (Improvisação e/ou extemporização) e, por outro lado, são submetidas a um processo de fonofixação por meio de tecnologias de gravação. Esta categoria engloba práticas musicais como jazz, rock, rap, música popular, world music, música brasileira e assim por diante. Nas teorias interpretativas precedentes, eles foram identificados como práticas musicais que pertencem à tradição da música escrita ou à tradição da música oral. A teoria da música audiotátil categoriza as manifestações musicais que opõem a matriz visual à matriz audiotátil, dependendo do modelo de trabalho cognitivo embutido, necessário para executar ou tocar aquela música em particular, e não considerando os aspectos sociológicos do fazer musical. Consideradas do ponto de vista fenomenológico, a forma, a experiência e as concepções musicais pertencentes à tradição musical escrita ocidental, desde o século XVIII até à primeira metade do século XX, assentam numa "matriz cognitiva visual" enquanto a popular numa "matriz cognitiva audiotátil".
O arcabouço conceitual da Teoria da formatividade audiotátil, ou Teoria da música audiotátil, é composto por várias peças: o princípio audiotátil [PAT], a codificação neoaurática [CNA], a estrutura do swing e o idioleto do swing. Está enraizado na filosofia desenvolvida por Luigi Pareyson, na semiótica de Umberto Eco, nos conceitos antropológicos desenvolvidos por Alan Merriam, na mediologia de Marshall McLuhan e na psicologia cognitiva de Michel Imberty. A teoria da Música Audiotátil tem as suas raízes também nas Neurociências, utilizando-as numa perspectiva antropocognitiva e antropocultural para a compreensão da experiência musical, a partir das implicações da percepção e das capacidades cognitivas através do fator constituído pela mediação cultural. A distinção entre a matriz Audiotátil e Visual, que está na base da Teoria Audiotátil, foi cientificamente demonstrada
Esta teoria é empregada como um paradigma epistemológico alternativo para os estudos musicológicos em jazz, música brasileira, rock progressivo, world music, improvisação e música contemporânea. Está no centro dos debates musicológicos na Itália, França e no Brasil. O CRIJMA, Centre international de Recherche sur le Jazz et le Musiques Audiotactiles, um centro para o estudo do Jazz e da música Audiotátil, foi fundado na Universidade de Sorbonne em 2017, por Vicenzo Caporaletti, Fabiano Araújo Costa e Laurent Cugny. Neste mesmo ano, no Brasil, ocorreu o I Ciclo de Seminários de Musicologia do CRIJMA passando por 5 universidades brasileiras: UNIRIO, UFMG, UNICAMP, UFES, e UFRJ. Este evento foi organizado pelo Prof. Araújo Costa, que coordena o eMMa - Núcleo de estudo es música e musicologia audiotátil. na Universidade Federal do Espírito Santo. A teoria audiotátil desvirtua e recontextualiza os quadros conceituais tradicionais das problemáticas relacionadas com a análise musical, notação musical, história do jazz, ontologia musical, interação musical, ensino da música, direitos de autor e artes performativas. A SIAE reviu e atualizou o artigo n.33 de seu estatuto em 11 de dezembro de 2016, para incluir a música audiotátil entre as protegidas pela lei de direitos autorais. O parlamento italiano, na assembleia de 8 de novembro de 2017, acrescentou o termo "audiotátil" a todos os atos emanados, a fim de definir com mais precisão as práticas musicais antes definidas apenas com o termo música "popular" ou "folclórica".

## Publicações selecionadas
- Caporaletti, Vincenzo (2000). La definizione del swing. Il fondamento estetico del jazz e delle Musiche audiotattili. Teramo, Italy: Ideasuoni. ISBN 978-88-903155-0-3
- Caporaletti, Vincenzo (2005). I processi improvvisativi nella Musica. Un approccio globale. Lucca: LIM. ISBN 978-88-7096-420-2
- Caporaletti, Vincenzo (2007). Esperienze di Analisi del Jazz. Armstrong, Parker, Cesari, Monk, Mingus, Intra, Soft Machine. Lucca: LIM. ISBN 978-88-7096-500-1
- Caporaletti, Vincenzo (2011). Jelly Roll Morton, the 'Old Quadrille' and 'Tiger Rag'. A Historiographic Revision. Lucca: LIM. ISBN 9788870966275
- Caporaletti, Vincenzo (2014). Swing e Groove. Sui fondamenti estetici delle Musiche audiotattili. Lucca: LIM. ISBN 978-88-7096-778-4
- Caporaletti, Vincenzo; Cugny, Laurent; Givan, Benjamin (2016). Improvisation, culture, audiotactilité. The Reinhardt, South, Grappelli Recordings of J.S. Bach's Double Violin Concerto : A Critical Edition. Lucca: LIM. ISBN 978-88-7096-840-8
- Caporaletti, Vincenzo (2019). Introduzione alla teoria delle musiche audiotattili. Un paradigma per il mondo contemporaneo. Roma: Aracne. ISBN 978-88-255-2091-0

## Discografia
- Pierrot Lunaire (1974). Pierrot Lunaire (Vynil). Italy: IT, Rome. ZSLT 70025

## Sobre a teoria audiotátil

### Livros
- ARAÚJO COSTA, F. (2019). À l'écoute du « lieu interactionnel-formatif », In: FARGETON, P & RAMAUT-CHEVASSUS, B. (dir), Écoute multiple, écoute des multiples, Paris, Ed. Hermann, (coll. GREAM/Esthétique), pp. 135-148. ISBN: 979 1 0370 0191 7.
- ARBO, Alessandro; BERTINETTO, Alessandro (2013). «Aisthesis». Firenze University Press. Aisthesis: Pratiche, Linguaggi e Saperi dell'estetico. ISSN 2035-8466
- BERTINETTO, Alessandro (2016). Eseguire l'inatteso. Ontologia della musica e improvvisazione. Palermo: Il Glifo. ISBN 9788897527343
- BETHUNE, Christian (2008). Le Jazz et l'Occident. [S.l.]: Klincksieck. ISBN 978-2252036747
- CHIANTORE, Luca (2014). Beethoven al pianoforte: Improvvisazione, composizione e ricerca sonora negli esercizi tecnici. Milano: Il Saggiatore. ISBN 9788865763940
- D'ATTOMA, Donatello (2014). Charles Mingus: composition versus improvisation. [S.l.]: lulu.com. ISBN 9781291839715
- DE NATALE, Marco (2004). La musica come gioco. Il dentro e il fuori della teoria. Bern (CH): Peter Lang. ISBN 978-3039104840
- FRANCO, Maurizio (2013). Oltre il mito. Scritti sul linguaggio jazz. Lucca: LIM. ISBN 9788870967104
- INTRA, Enrico (2015). Audiotattile. Brugherio, Italy: Sinfonica Jazz Edizioni. ISBN 978-8884003300
- MICHELONE, Guido (2004). Jazz in Europa. Forme, dischi, identità. Roma: Armando. ISBN 9788883585869
- PASTICCI, Susanna (2008). Parlare di musica. Milano: Meltemi. ISBN 9788883536656
- VERDENELLI, Marcello (2007). Dino Campana "una poesia europea musicale colorita". Macerata: EUM. ISBN 978-88-6056-039-1

### Artigos
- ARAÚJO COSTA, Fabiano (2018a). "Música popular brasileira e o paradigma audiotátil: uma introdução", RJMA - Revista e edutidos do jazz e das música audiotáteis, Caderno em português, n. 1, Abril, 2018, pp. 1-33, CRIJMA-IReMus-Sorbonne Université,  ISSN: 2609-1690.  <https://api.nakala.fr/data/11280%2F86e90f9b/c1d39c030e35a54a1ab8efb07d535e7a9c771a1b>
- ARAÚJO COSTA, Fabiano (2022), “Pluralidade de “spuntos” e formatividade audiotátil: um olhar sobre a improvisação musical coletiva”, trad. de Patrícia de S. Araújo, RJMA –Revista de estudos do Jazz e das Músicas Audiotáteis, Caderno em Português, nº 3, CRIJMA –IReMus –Sorbonne Université, Julho, 2022, p. 1-14. ISSN: 2609-1690. https://www.iremus.cnrs.fr/fr/publications/revista-de-estudos-do-jazz-e-das-musicas-audiotateis-caderno-em-portugues.
- BETHUNE, Christian (2004). «Le jazz comme oralité seconde». L'Homme (171–172): 171–172. ISSN 1953-8103. doi:10.4000/lhomme.24969
- CARSALADE, Pierre (2010). «Christian Béthune, Le Jazz et l'Occident. Culture afro-américaine et philosophie». Gradhiva. Revue d'Anthropologie et d'Histoire des Arts. 11 (11): 229–230. ISSN 1760-849X. doi:10.4000/gradhiva.1775
- CUGNY, Laurent (2017). «La Gaia Scienza». Musica Jazz. 800: 64–66. ISSN 0027-4542
- DAMIANI, Paolo (2011). L'arte dell'improvvisazione. Un sapere mentre si fa. La Musica Tra Il Conoscere e Il Fare. [S.l.]: Franco Angeli. ISBN 9788856867053
- DAMIANI, Paolo (2011). Jazz come processo interculturale. HiArt. 2. [S.l.]: Gangemi Editore. pp. 46–58. ISBN 9788849266146
- FRANCO, Maurizio (2015). «Comprendere lo Swing? Oggi si può». Musica Jazz. 773: 16–18. ISSN 0027-4542
- GARBUGLIA, Andrea (2007). Nelson Goodman e le tipologie. Verso una classificazione dei media statici e dinamici. Nelson Goodman, la Filosofia e I Linguaggi. [S.l.]: Edizioni Nuova Cultura. ISBN 9788874621798
- GOLDONI, Daniele (2015). Abitare l'improvvisazione. Su Peirce: Interpretazioni, Riceche, Prospettive. [S.l.]: Bompiani. ISBN 9788858771990
- MACALUSO, Fabio (17 Julho 2016). «Le musiche audiotattili: intervista a Vincenzo Caporaletti, grande musicologo». L'Espresso Online. Consultado em 9 Janeiro 2017
- MARINO, Gabriele (2013). Musichaosmos. Intersoggetività, gioco e costruzione nell'improvvisazione eterodiretta. Il Senso delle Soggettività: Ricerche Semiotiche - Atti Congresso AISS 2013. [S.l.]: Edizioni Nuova Cultura. pp. 101–110. ISBN 9788868121556
- MICHEL, Philippe; LOIZILLON, Guillaume (26 Maio 2009). «Jazz et musique électroacoustique: Le rôle de la technique dans deux approches "audiotactiles" de la création musicale». Actes du Colloque Eurêka! (2)
- TIRRO, Frank (2009). «Reviewed Works: I processi improvvisativi nella musica (2005); Esperienze di analisi del jazz (2007) by Vincenzo Caporaletti». Il Saggiatore musicale. 16 (1): 174–175. JSTOR 43030018

### Outras fontes
- ARAUJO COSTA, Fabiano (13 Fevereiro 2014). «"La mise en place de la notion pareysonienne de formativité dans la musicologie du jazz : l'approche analytique audiotactile de Caporaletti", Journées d'études doctorales sur les théories d'analyse, Conservatoire national supérieur de musique et Danse de Paris, 13/02/2014». Conservatoire de Paris. Conservatorie de Paris. Consultado em 9 Janeiro 2017
- ARAUJO COSTA, Fabiano (23 Janeiro 2015). «"Groove et écriture dans une " relecture " de Toccata em ritmo de samba nº 2 (1981) de Radamés Gnattali ", Journée d'études: Brésil! Musique ancienne. Musique nouvelle, Groupe de recherche musique brésilienne - GRMB / IReMus, 23/01/2015 "». IREMUS. Sorbonne University. Consultado em 9 Janeiro 2017
- ARAUJO COSTA, Fabiano (16 Janeiro 2016). «"Musique brésilienne et le paradigme audio-tactile : Problématique générale et perspectives", Journée d'études musiques brésiliennes. Le savant, le populaire, le traditionnel, le folklore, Groupe de recherche musique brésilienne - GRMB / IReMus, 16/01/2016». IREMUS. Sorbonne University. Consultado em 9 Janeiro 2017
- BROWN, Steven. «Comparative Musicology». Comparative Musicology. Consultado em 9 Janeiro 2017
- CESTELLINI, Daniele (Dezembro 2017). «Review of I processi improvvisativi della musica reissue 2017». Blogfoolk. Consultado em 9 Janeiro 2017
- COTTI ZELATI, Claudia (1 Agosto 2013). «L'Opera audiotattile- Carmelo Bene, Michelangelo Antonioni». Galatea. Consultado em 9 Janeiro 2017
- CUGNY, Laurent (4 Junho 2015). «Organisation de la Journée d'étude " La Théorie de la musique audiotactile "». IREMUS. Sorbonne University. Consultado em 9 Janeiro 2017